# 2008年スペイン総選挙
2008年スペイン総選挙（2008ねんすぺいんそうせんきょ、スペイン語：Elecciones generales de España de 2008）は、2008年3月9日に実施されたスペインの国会における総選挙である。上院と下院の両院で選挙が実施された。

## 概要

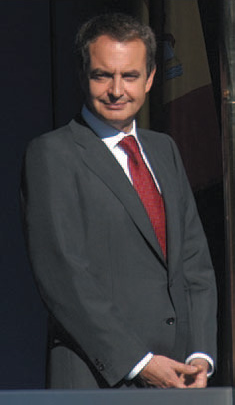
サパテーロ首相

4年前の総選挙で政権の座に着いた社会労働党（PSOE）と、前回の総選挙で野党に転落し、政権奪回を目指す国民党（PP）との間で激しい選挙戦が戦われた。選挙の結果、PSOEは過半数の議席を得ることはできなかったが、比較第一党の座を維持することに成功してサパテーロ首相が引き続き政権を担うこととなった。
- 首相：ホセ・ルイス・ロドリゲス・サパテーロ（社会労働党）
- 有権者数（選挙人数）：35,073,179名
- 下院定数：350議席
- 選挙制度[1]：県単位（50県と2自治都市）の比例代表制（350議席）

1. 選挙区定数は人口比例で配分される。但し、北アフリカにある（セウタ・メリージャ）は定数1の小選挙区制
2. 投票は政党あるいはその連合のリストを選択する。個人候補は認められない。
3. 各リストへの議席配分は、県単位のドント式で実施するが、得票率が3％未満のリストは議席配分の対象外となる。

## 選挙結果

### 下院
PSOEとPPの二大政党で全議席の9割以上を占め、両政党以外の中小政党が軒並み議席を減らす結果となった。特にスペイン共産党を中核とする統一左翼（IU）は得票率3.8％で2議席と過去最低の結果となった。　
投票日：2008年3月9日
- 投票率：73,85%
- 有効投票数：25,734,866票

| 党派                             | 得票数     | 得票率 | 議席 | 増減 |
| -------------------------------- | ---------- | ------ | ---- | ---- |
| 社会労働党（PSOE）               | 11,289,335 | 43.87% | 169  | 5    |
| 国民党（PP）                     | 10,278,010 | 39.94% | 154  | 6    |
| 集中と統一 （CiU）               | 779,425    | 3.03%  | 10   | =    |
| バスク民族主義党 （EAJ-PNV）     | 306,128    | 1.19%  | 6    | 1    |
| カタルーニャ共和主義左翼 （ERC） | 298,139    | 1.16%  | 3    | 5    |
| 統一左翼（IU）                   | 969,946    | 3.77%  | 2    | 3    |
| ガリシア民族主義ブロック （BNG） | 212,543    | 0.83%  | 2    | =    |
| カナリア諸島連合 （CC）          | 174,629    | 0.68%  | 2    | 1    |
| 連合・進歩・民主主義 （UPyD）    | 306,079    | 1.19%  | 1    | 1    |
| ナフォロア・バイ （Na-Bai）      | 62,398     | 0.24%  | 1    | =    |
| バスク連帯 （EA）                | 50,371     | 0.20%  | 0    | 1    |
| アラゴン主義連合 （CHA）         | 38,202     | 0.15%  | 0    | 1    |
|                                  |            |        | 350  |      |

出典：スペイン政府内務省選挙結果より。
なお、データは議席獲得政党と、前回との比較のため今回は議席を失ったが前回議席を有していた政党のみとりあげている。

### 上院
- 総有権者数：35,073,179
  - 国内有権者数：33,868,479
  - 在外有権者数：1,204,700
- 投票総数：26,125,239（74.49%）
  - 国内投票数：25,735,370（75.99%）
  - 在外投票数：389,869（32.36%）
- 棄権：8,947,940（25.51%）
- 有効投票数：25,527,940（97.71%）
- 無効票：597,299（2.29%）
- 候補者獲得票：25,003,190（97.94%）
- 白票：524,750（2.06%）

第9回立法議会における上院の議席配分は、社会労働党が前回の2004年の議席を7議席を上回り、また、カタルーニャのための進歩協定（カタルーニャ社会主義者党、カタルーニャ共和主義左翼、カタルーニャ緑のイニシアティブ、カタルーニャ統一左翼による連合体）を2大政党に次ぐ院内第3勢力として維持される結果となった。国民党は前回より1議席減らし、カナリア連合は選挙前の3議席を2議席失う結果となった。
| 国民党 （PP）                                     | 101 | 1 |
| スペイン社会労働党 (PSOE)                         | 88  | 7 |
| カタルーニャのための進歩協定 （PSC-ERC-ICV-EUiA） | 12  | = |
| 集中と統一 (CiU)                                  | 4   | = |
| バスク民族主義党 (EAJ-PNV)                        | 2   | 4 |
| カナリア諸島連合 (CC-NC-PNC)                      | 1   | 2 |

データ出典：スペイン政府内務省選挙結果